# Fussball Club Erzgebirge Aue 2008-2009
Questa voce raccoglie le informazioni riguardanti il Fussball Club Erzgebirge Aue nelle competizioni ufficiali della stagione 2008-2009.

## Stagione
Nella stagione 2008-2009 l'Erzgebirge Aue, allenato da Heiko Weber, concluse il campionato di 3. Liga al 12º posto. In Coppa di Germania l'Erzgebirge Aue fu eliminato al secondo turno dal Werder Brema.

## Rosa
| N. |                     | Ruolo | Calciatore          |
| -- | ------------------- | ----- | ------------------- |
| 1  | Germania (bandiera) | P     | Martin Männel       |
| 2  | Germania (bandiera) | D     | Pierre le Beau      |
| 3  | Polonia (bandiera)  | D     | Tomasz Kos          |
| 4  | Germania (bandiera) | D     | Thomas Paulus       |
| 5  | Germania (bandiera) | D     | Andreas Lobsch      |
| 6  | Germania (bandiera) | C     | Daniyel Cimen       |
| 7  | Germania (bandiera) | C     | Benjamin Baltes     |
| 8  | Marocco (bandiera)  | A     | Aziz Bouhaddouz     |
| 9  | Germania (bandiera) | A     | Sebastian Glasner   |
| 10 | Germania (bandiera) | C     | Kevin Hansen        |
| 10 | Marocco (bandiera)  | A     | Mohammed el Berkani |
| 12 | Germania (bandiera) | D     | Ronny Liebold       |
| 13 | Germania (bandiera) | C     | Sven Müller         |
| 14 | Albania (bandiera)  | C     | Skerdilaid Curri    |

| N. |                     | Ruolo | Calciatore        |
| -- | ------------------- | ----- | ----------------- |
| 15 | Germania (bandiera) | D     | René Klingbeil    |
| 16 | Germania (bandiera) | C     | Felix Dojahn      |
| 17 | Germania (bandiera) | C     | Jan Hochscheidt   |
| 18 | Germania (bandiera) | D     | Sven Schaffrath   |
| 19 | Germania (bandiera) | A     | Patrick Sonntag   |
| 20 | Ghana (bandiera)    | A     | Eric Agyemang     |
| 21 | Germania (bandiera) | D     | Arne Feick        |
| 22 | Germania (bandiera) | C     | Marc Hensel       |
| 23 | Germania (bandiera) | C     | Marco Stark       |
| 26 | Germania (bandiera) | P     | Stephan Flauder   |
| 27 | Germania (bandiera) | C     | Christian Siemund |
| 29 | Germania (bandiera) | C     | Robin Lenk        |
|    | Germania (bandiera) | A     | Roy Blankenburg   |

## Organigramma societario
Area tecnica
- Allenatore: Rico Schmitt
- Allenatore in seconda: Marco Kämpfe
- Preparatore dei portieri: Jörg Weißflog
- Preparatori atletici:

## Calciomercato

### Sessione estiva
| Acquisti | Acquisti            | Acquisti             | Acquisti |
| R.       | Nome                | da                   | Modalità |
| -------- | ------------------- | -------------------- | -------- |
| D        | René Klingbeil      | Viking               |          |
| A        | Sebastian Glasner   | Darmstadt            |          |
| C        | Benjamin Baltes     | Rot-Weiss Essen      |          |
| A        | Serdar Bayrak       | Hessen Kassel        |          |
| C        | Daniyel Cimen       | Kickers Offenbach    |          |
| C        | Felix Dojahn        | Hansa Rostock II     |          |
| A        | Mohammed el Berkani | Siegen               |          |
| D        | Arne Feick          | Energie Cottbus      |          |
| C        | Marc Hensel         | Energie Cottbus      |          |
| C        | Jan Hochscheidt     | Energie Cottbus II   |          |
| D        | Pierre le Beau      | Erzgebirge Aue II    |          |
| P        | Martin Männel       | Energie Cottbus      |          |
| C        | Steve Müller        | Lubecca              |          |
| A        | Kenny Schmidt       | Energie Cottbus II   |          |
| D        | Dominik Werling     | Barnsley             |          |
| A        | Fatih Yiğituşağı    | Türkiyemspor Berlino |          |

| Cessioni | Cessioni         | Cessioni         | Cessioni |
| R.       | Nome             | a                | Modalità |
| -------- | ---------------- | ---------------- | -------- |
| C        | Daniel Rupf      | Sachsen Lipsia   |          |
| A        | Fatih Yiğituşağı | Hannover 96      |          |
| C        | Jörg Emmerich    | Chemnitz         |          |
| D        | Nicolas Feldhahn | Werder Brema II  |          |
| C        | Tom Geißler      | Osnabrück        |          |
| C        | Leandro Grech    | Sandhausen       |          |
| C        | Florian Heller   | Magonza          |          |
| A        | Jiří Kaufman     | Hradec Králové   |          |
| P        | Axel Keller      | Dinamo Dresda    |          |
| C        | Marco Kurth      | Energie Cottbus  |          |
| C        | Hendrik Liebers  | Chemnitz         |          |
| D        | Norman Loose     | Rot-Weiß Erfurt  |          |
| A        | Adam Nemec       | Genk             |          |
| A        | Sanibal Orahovac | Wehen Wiesbaden  |          |
| D        | Adam Petrouš     | Admira Wacker M. |          |
| C        | Carsten Sträßer  | Carl Zeiss Jena  |          |
| A        | Fiete Sykora     | Osnabrück        |          |
| D        | René Trehkopf    | Osnabrück        |          |

### Sessione invernale
| Acquisti | Acquisti    | Acquisti       | Acquisti |
| R.       | Nome        | da             | Modalità |
| -------- | ----------- | -------------- | -------- |
| C        | Marco Stark | Sandhausen     |          |
| C        | Sven Müller | Kaiserslautern |          |

| Cessioni | Cessioni      | Cessioni       | Cessioni |
| R.       | Nome          | a              | Modalità |
| -------- | ------------- | -------------- | -------- |
| A        | Serdar Bayrak | Çorumspor      |          |
| C        | Maik Georgi   | Magdeburgo     |          |
| C        | Fabian Müller | Kaiserslautern |          |
| A        | Markus Müller | Hallescher     |          |

## Risultati

### 3. Liga

#### Girone di andata
| Arbitro: | Stark |

|  |           |                          |
|  | Marcatori | 26’ Danneberg 54’ Banser |

| Arbitro: | Brych |

|                              |           |                |
| Amirante 58’, 65’ Hähnge 78’ | Marcatori | 28’, 39’ Feick |

| Aue-Bad Schlema 16 agosto 2008, ore 14:00 CEST 3ª giornata | Erzgebirge Aue | 0 – 0 referto | Aalen | Erzgebirgsstadion (7 500 spett.)\| Arbitro: \| Steinhaus-Webb \| |
| Arbitro:                                                   | Steinhaus-Webb |               |       |                                                                  |

| Arbitro: | Schriever |

|                                            |           |                      |
| Oehrl 43’ (rig.) Harnik 56’ Kruse 82’, 89’ | Marcatori | 23’ Hensel 58’ Feick |

| Arbitro: | Grudzinski |

|  |           |                                  |
|  | Marcatori | 10’ Wemmer 84’ (rig.) Damjanović |

| Arbitro: | Achmüller |

|             |           |                       |
| Smeekes 27’ | Marcatori | 5’ Hensel 88’ Schmidt |

| Arbitro: | Welz |

|  |           |               |
|  | Marcatori | 87’ Jovanović |

| Arbitro: | Kunzmann |

|                    |           |             |
| Schweinsteiger 22’ | Marcatori | 58’ Berkani |

| Arbitro: | Trautmann |

|                       |           |                            |
| Hensel 54’ Paulus 61’ | Marcatori | 36’ Mintzel 62’ Göttlicher |

| Arbitro: | Schempershauwe |

|             |           |                                               |
| Beigang 43’ | Marcatori | 38’ Hensel 64’ Glasner 77’ Curri 85’ Agyemang |

| Arbitro: | Gorniak |

|  |           |                                              |
|  | Marcatori | 50’ Lukunku 55’ Müller 62’ Feick 65’ Glasner |

| Arbitro: | Kempter |

|           |           |  |
| Feick 48’ | Marcatori |  |

| Arbitro: | Leicher |

|          |           |             |
| Rauw 77’ | Marcatori | 44’ Lukunku |

| Arbitro: | Seiwert |

|            |           |            |
| Paulus 90’ | Marcatori | 28’ Müller |

| Arbitro: | Wenkel |

|                              |           |  |
| Fischer 2’ Schieber 26’, 40’ | Marcatori |  |

| Arbitro: | Zwayer |

|                          |           |               |
| Lukunku 44’ Agyemang 78’ | Marcatori | 47’ Tosunoğlu |

| Arbitro: | Valentin |

|                              |           |  |
| Younga-Mouhani 32’ Stuff 45’ | Marcatori |  |

| Arbitro: | Aytekin |

|           |           |  |
| Curri 16’ | Marcatori |  |

| Arbitro: | Trautmann |

|                                 |           |           |
| Bröker 16’ Dobrý 39’ Savran 41’ | Marcatori | 76’ Feick |

#### Girone di ritorno
| Arbitro: | Kuhl |

|             |           |           |
| Onuegbu 55’ | Marcatori | 79’ Feick |

| Arbitro: | Gräfe |

|                                                          |           |  |
| Lukunku 32’ (rig.), 36’ (rig.), 40’ Hensel 68’ Curri 86’ | Marcatori |  |

| Aalen 11 marzo 2009, ore 19:00 CET 22ª giornata | Aalen  | 0 – 0 referto | Erzgebirge Aue | Scholz-Arena (2 300 spett.)\| Arbitro: \| Hammer \| |
| Arbitro:                                        | Hammer |               |                |                                                     |

| Arbitro: | Achmüller |

|  |           |           |
|  | Marcatori | 50’ Oehrl |

| Paderborn 28 febbraio 2009, ore 14:00 CET 24ª giornata | Paderborn  | 0 – 0 referto | Erzgebirge Aue | paragon arena (4 840 spett.)\| Arbitro: \| Schumacher \| |
| Arbitro:                                               | Schumacher |               |                |                                                          |

| Arbitro: | Pflaum |

|  |           |                     |
|  | Marcatori | 57’ Traut 80’ Tucci |

| Düsseldorf 14 marzo 2009, ore 14:00 CET 26ª giornata | Fortuna Düsseldorf | 0 – 0 referto | Erzgebirge Aue | LTU Arena (12 099 spett.)\| Arbitro: \| Stieler \| |
| Arbitro:                                             | Stieler            |               |                |                                                    |

| Arbitro: | Siebert |

|             |           |          |
| Agyemang 6’ | Marcatori | 35’ Fink |

| Arbitro: | Christ |

|  |           |                        |
|  | Marcatori | 2’ Müller 14’ Agyemang |

| Arbitro: | Blos |

|           |           |  |
| Feick 45’ | Marcatori |  |

| Arbitro: | Kuhl |

|                           |           |  |
| Hensel 68’ Bouhaddouz 72’ | Marcatori |  |

| Arbitro: | Frank |

|                      |           |  |
| Çinaz 45’ Semmer 90’ | Marcatori |  |

| Arbitro: | Steinberg |

|                                         |           |  |
| Agyemang 43’ Stark 59’ Curri 72’ (rig.) | Marcatori |  |

| Arbitro: | Kampka |

|                        |           |                                     |
| Bopp 56’ Badstuber 72’ | Marcatori | 12’ Hochscheidt 28’ Curri 44’ Feick |

| Arbitro: | Joerend |

|  |           |                                   |
|  | Marcatori | 29’ Rudy 58’ Schipplock 82’ Klauß |

| Offenbach am Main 9 maggio 2009, ore 14:00 CEST 35ª giornata | Kickers Offenbach | 0 – 0 referto | Erzgebirge Aue | Stadion am Bieberer Berg (5 105 spett.)\| Arbitro: \| Benedum \| |
| Arbitro:                                                     | Benedum           |               |                |                                                                  |

| Arbitro: | Fritz |

|  |           |              |
|  | Marcatori | 54’ Gebhardt |

| Arbitro: | Gorniak |

|              |           |  |
| Lintjens 26’ | Marcatori |  |

| Arbitro: | Fleischer |

|           |           |           |
| Feick 62’ | Marcatori | 47’ Dobrý |

### Coppa di Germania
| Arbitro: | Gräfe |

|                                      |                      |                                   |
| Müller Yiğituşağı Glasner Kos Paulus | Tiri di rigore 5 – 4 | Bruns Ludwig Trojan Morena Ebbers |

| Arbitro: | Aytekin |

|           |           |                           |
| Müller 7’ | Marcatori | 26’ Pizarro 54’ Rosenberg |

## Statistiche

### Statistiche di squadra
| Competizione      | Punti | In casa | In casa | In casa | In casa | In casa | In casa | In trasferta | In trasferta | In trasferta | In trasferta | In trasferta | In trasferta | Totale | Totale | Totale | Totale | Totale | Totale | DR |
| Competizione      | Punti | G       | V       | N       | P       | Gf      | Gs      | G            | V            | N            | P            | Gf           | Gs           | G      | V      | N      | P      | Gf     | Gs     | DR |
| ----------------- | ----- | ------- | ------- | ------- | ------- | ------- | ------- | ------------ | ------------ | ------------ | ------------ | ------------ | ------------ | ------ | ------ | ------ | ------ | ------ | ------ | -- |
| 3. Liga           | 48    | 19      | 7       | 5       | 7       | 20      | 18      | 19           | 5            | 7            | 7            | 23           | 25           | 38     | 12     | 12     | 14     | 43     | 43     | 0  |
| Coppa di Germania | -     | 2       | 0       | 1       | 1       | 1       | 2       | 0            | 0            | 0            | 0            | 0            | 0            | 2      | 0      | 1      | 1      | 1      | 2      | -1 |
| Totale            | 48    | 21      | 7       | 6       | 8       | 21      | 20      | 19           | 5            | 7            | 7            | 23           | 25           | 40     | 12     | 13     | 15     | 44     | 45     | -1 |

### Andamento in campionato
| Giornata  | 1  | 2  | 3  | 4  | 5  | 6  | 7  | 8  | 9  | 10 | 11 | 12 | 13 | 14 | 15 | 16 | 17 | 18 | 19 | 20 | 21 | 22 | 23 | 24 | 25 | 26 | 27 | 28 | 29 | 30 | 31 | 32 | 33 | 34 | 35 | 36 | 37 | 38 |
| --------- | -- | -- | -- | -- | -- | -- | -- | -- | -- | -- | -- | -- | -- | -- | -- | -- | -- | -- | -- | -- | -- | -- | -- | -- | -- | -- | -- | -- | -- | -- | -- | -- | -- | -- | -- | -- | -- | -- |
| Luogo     | C  | T  | C  | T  | C  | T  | C  | T  | C  | T  | T  | C  | T  | C  | T  | C  | T  | C  | T  | T  | C  | T  | C  | T  | C  | T  | C  | T  | C  | C  | T  | C  | T  | C  | T  | C  | T  | C  |
| Risultato | P  | P  | N  | P  | P  | V  | P  | N  | N  | V  | V  | V  | N  | N  | P  | V  | P  | V  | P  | N  | V  | N  | P  | N  | P  | N  | N  | V  | V  | V  | P  | V  | V  | P  | N  | P  | P  | N  |
| Posizione | 17 | 19 | 18 | 19 | 19 | 19 | 19 | 18 | 19 | 13 | 13 | 12 | 11 | 11 | 13 | 11 | 14 | 12 | 13 | 13 | 11 | 10 | 12 | 12 | 12 | 12 | 12 | 11 | 11 | 11 | 11 | 10 | 9  | 10 | 10 | 11 | 12 | 12 |

Legenda:

Luogo: C = Casa; T = Trasferta. Risultato: V = Vittoria; N = Pareggio; P = Sconfitta.

### Statistiche dei giocatori
| Giocatore      | 3. Liga  | 3. Liga | 3. Liga     | 3. Liga    | Coppa di Germania | Coppa di Germania | Coppa di Germania | Coppa di Germania | Totale   | Totale | Totale      | Totale     |
| Giocatore      | Presenze | Reti    | Ammonizioni | Espulsioni | Presenze          | Reti              | Ammonizioni       | Espulsioni        | Presenze | Reti   | Ammonizioni | Espulsioni |
| -------------- | -------- | ------- | ----------- | ---------- | ----------------- | ----------------- | ----------------- | ----------------- | -------- | ------ | ----------- | ---------- |
| E. Agyemang    | 25       | 5       | 4           | 0          | 0                 | 0                 | 0                 | 0                 | 25       | 5      | 4           | 0          |
| B. Baltes      | 10       | 0       | 0           | 0          | 0                 | 0                 | 0                 | 0                 | 10       | 0      | 0           | 0          |
| S. Bayrak      | 1        | 0       | 0           | 0          | 0                 | 0                 | 0                 | 0                 | 1        | 0      | 0           | 0          |
| P. Beau        | 8        | 0       | 0           | 0          | 0                 | 0                 | 0                 | 0                 | 8        | 0      | 0           | 0          |
| M. Berkani     | 25       | 1       | 2           | 0          | 2                 | 0                 | 0                 | 0                 | 27       | 1      | 2           | 0          |
| R. Blankenburg | 2        | 0       | 0           | 0          | 0                 | 0                 | 0                 | 0                 | 2        | 0      | 0           | 0          |
| A. Bouhaddouz  | 9        | 1       | 1           | 0          | 0                 | 0                 | 0                 | 0                 | 9        | 1      | 1           | 0          |
| D. Cimen       | 26       | 0       | 4           | 0          | 2                 | 0                 | 0                 | 0                 | 28       | 0      | 4           | 0          |
| S. Curri       | 30       | 5       | 0           | 1          | 2                 | 0                 | 0                 | 0                 | 32       | 5      | 0           | 1          |
| F. Dojahn      | 0        | 0       | 0           | 0          | 0                 | 0                 | 0                 | 0                 | 0        | 0      | 0           | 0          |
| A. Feick       | 33       | 10      | 7           | 2          | 2                 | 0                 | 0                 | 0                 | 35       | 10     | 7           | 2          |
| S. Flauder     | 9        | 0       | 0           | 0          | 2                 | 0                 | 0                 | 0                 | 11       | 0      | 0           | 0          |
| M. Georgi      | 1        | 0       | 0           | 0          | 0                 | 0                 | 0                 | 0                 | 1        | 0      | 0           | 0          |
| S. Glasner     | 29       | 2       | 4           | 0          | 2                 | 0                 | 0                 | 0                 | 31       | 2      | 4           | 0          |
| K. Hansen      | 0        | 0       | 0           | 0          | 0                 | 0                 | 0                 | 0                 | 0        | 0      | 0           | 0          |
| M. Hensel      | 37       | 6       | 10          | 0          | 2                 | 0                 | 1                 | 0                 | 39       | 6      | 11          | 0          |
| J. Hochscheidt | 35       | 1       | 6           | 0          | 2                 | 0                 | 0                 | 0                 | 37       | 1      | 6           | 0          |
| R. Klingbeil   | 34       | 0       | 4           | 0          | 1                 | 0                 | 0                 | 0                 | 35       | 0      | 4           | 0          |
| T. Kos         | 35       | 0       | 6           | 0          | 2                 | 0                 | 1                 | 0                 | 37       | 0      | 7           | 0          |
| R. Lenk        | 8        | 0       | 1           | 1          | 0                 | 0                 | 0                 | 0                 | 8        | 0      | 1           | 1          |
| R. Liebold     | 0        | 0       | 0           | 0          | 0                 | 0                 | 0                 | 0                 | 0        | 0      | 0           | 0          |
| A. Lobsch      | 1        | 0       | 0           | 0          | 0                 | 0                 | 0                 | 0                 | 1        | 0      | 0           | 0          |
| A. Lukunku     | 12       | 6       | 2           | 1          | 0                 | 0                 | 0                 | 0                 | 12       | 6      | 2           | 1          |
| M. Männel      | 29       | 0       | 3           | 0          | 0                 | 0                 | 0                 | 0                 | 29       | 0      | 3           | 0          |
| F. Müller      | 15       | 1       | 1           | 1          | 2                 | 1                 | 0                 | 0                 | 17       | 2      | 1           | 1          |
| M. Müller      | 3        | 0       | 0           | 0          | 0                 | 0                 | 0                 | 0                 | 3        | 0      | 0           | 0          |
| S. Müller      | 8        | 0       | 1           | 1          | 1                 | 0                 | 0                 | 0                 | 9        | 0      | 1           | 1          |
| S. Müller      | 14       | 1       | 3           | 0          | 0                 | 0                 | 0                 | 0                 | 14       | 1      | 3           | 0          |
| T. Paulus      | 31       | 2       | 7           | 0          | 2                 | 0                 | 1                 | 0                 | 33       | 2      | 8           | 0          |
| S. Schaffrath  | 17       | 0       | 3           | 1          | 0                 | 0                 | 0                 | 0                 | 17       | 0      | 3           | 1          |
| K. Schmidt     | 10       | 1       | 1           | 0          | 2                 | 0                 | 1                 | 0                 | 12       | 1      | 2           | 0          |
| C. Siemund     | 6        | 0       | 0           | 0          | 0                 | 0                 | 0                 | 0                 | 6        | 0      | 0           | 0          |
| P. Sonntag     | 1        | 0       | 0           | 0          | 0                 | 0                 | 0                 | 0                 | 1        | 0      | 0           | 0          |
| M. Stark       | 16       | 1       | 7           | 0          | 0                 | 0                 | 0                 | 0                 | 16       | 1      | 7           | 0          |
| D. Werling     | 1        | 0       | 0           | 0          | 0                 | 0                 | 0                 | 0                 | 1        | 0      | 0           | 0          |
| F. Yiğituşağı  | 4        | 0       | 0           | 0          | 1                 | 0                 | 1                 | 0                 | 5        | 0      | 1           | 0          |